# Zulayho Boyhonova
 (novembre 2023).
La mise en forme du texte ne suit pas les recommandations de Wikipédia : il faut le « wikifier ».
Les points d'amélioration suivants sont les cas les plus fréquents :
- Les titres sont pré-formatés par le logiciel. Ils ne sont ni en capitales, ni en gras.
- Le texte ne doit pas être écrit en capitales (les noms de famille non plus), ni en gras, ni en italique, ni en « petit »…
- Le gras n'est utilisé que pour surligner le titre de l'article dans l'introduction, une seule fois.
- L'italique est rarement utilisé : mots en langue étrangère, titres d'œuvres, noms de bateaux, etc.
- Les citations ne sont pas en italique mais en corps de texte normal. Elles sont entourées par des guillemets français : « et ».
- Les listes à puces sont à éviter, des paragraphes rédigés étant largement préférés. Les tableaux sont à réserver à la présentation de données structurées (résultats, etc.).
- Les appels de note de bas de page (petits chiffres en exposant, introduits par l'outil «  Source ») sont à placer entre la fin de phrase et le point final[comme ça].
- Les liens internes (vers d'autres articles de Wikipédia) sont à choisir avec parcimonie. Créez des liens vers des articles approfondissant le sujet. Les termes génériques sans rapport avec le sujet sont à éviter, ainsi que les répétitions de liens vers un même terme.
- Les liens externes sont à placer uniquement dans une section « Liens externes », à la fin de l'article. Ces liens sont à choisir avec parcimonie suivant les règles définies. Si un lien sert de source à l'article, son insertion dans le texte est à faire par les notes de bas de page.
- La présentation des références doit suivre les conventions bibliographiques. Il est recommandé d'utiliser les modèles {{Ouvrage}}, {{Chapitre}}, {{Article}}, {{Lien web}} et/ou {{Bibliographie}}. Le mode d'édition visuel peut mettre en forme automatiquement les références.
- Insérer une infobox (cadre d'informations à droite) n'est pas obligatoire pour parachever la mise en page.

Pour une aide détaillée, merci de consulter Aide:Wikification.
Si vous pensez que ces points ont été résolus, vous pouvez retirer ce bandeau et améliorer la mise en forme d'un autre article.
 (novembre 2023).
Zulayho Boyhonova, née le 28 avril 1963 à Namangan (République socialiste soviétique d'Ouzbékistan) est une chanteuse ouzbèke qui interprète des chansons en langue ouzbèke. Elle est nommée Artiste du peuple d'Ouzbékistan en 2003.

## Biographie
Zulayho Boyhonova est née le 28 avril 1963 dans la région de Namangan en Ouzbékistan,. En 1980, elle termine ses études secondaires et s'inscrit en 1981 à l'Institut d'État des arts et de la culture d'Ouzbékistan dans le département d'art dramatique musical,.
Après avoir obtenu son diplôme en 1986, elle a commencé à travailler au Théâtre dramatique musical d'État d'Ouzbékistan, qui porte le nom de Muqumiy,. Au théâtre, elle a joué plusieurs rôles principaux dans des représentations. Pour ses contributions significatives aux arts théâtraux et ses réalisations créatives, elle a reçu le titre d'"Artiste honorée d'Ouzbékistan" en 1996 et, en 2003, le titre d'"Artiste du peuple d'Ouzbékistan".
En 2005, Zulayho Boyhonova a été récompensée par le ministère de la Culture et des Sports de la République d'Ouzbékistan avec la nomination "Sahnamiz farishtasi" ("Ange de la scène"). [La chanteuse a effectué des tournées dans plusieurs pays: États-Unis, France, Belgique, Pologne, Allemagne, Pakistan, Inde, Chine, Turquie, Russie, Corée du Sud, Égypte, Arabie saoudite. Actuellement, elle travaille comme chanteuse dans l'ensemble national "Ofarin", dirigé par son professeur, l'"Artiste du peuple d'Ouzbékistan", Abduhashim Ismaïlov,.

## Récompenses et distinctions
- Oʻzbekiston xalq artisti (Artiste du peuple d'Ouzbékistan)(1996)[1],[6]
- Oʻzbekistonda xizmat koʻrsatgan artist (Artiste honoré de l'Ouzbékistan)(2003)[1],[6]